# Brobyån
De Brobyån is een rivier in Zweden, die door de gemeenten Boden en  Luleå stroomt. De rivier ontstaat in het gebied ten noordwesten van de Persöfjord, heet eerst nog Skogsån, maar stroomt ook naar de Persöfjord. De riviernamen Brobyån en Skogsån worden op de officiële lijst van de Zweedse overheid van rivieren niet genoemd, maar worden waarschijnlijk tot de Altersundet gerekend. Ze bereiken tezamen met de Altersundet een lengte van ongeveer 49 kilometer.